# Sicheldorf
Sicheldorf (slowenisch: Žetinci) ist ein Ort und eine Katastralgemeinde der Gemeinde Bad Radkersburg im Bezirk Südoststeiermark in der Steiermark.

## Geografie
Sicheldorf liegt an der Mur und 209 m ü. A. Der rund vier Kilometer östlich von Bad Radkersburg gelegene Ort ist ein außergewöhnlich ausgeprägtes Runddorf.
Im Osten von Sicheldorf gibt es seit etwa 1970 einen internationalen Grenzübergang nach Gederovci in Slowenien, zuvor gab es sogenannten Kleinen Grenzverkehr für das Übermurgebiet (Prekmurje). Etwa zehn Straßenkilometer nach der Grenze erreicht man Murska Sobota, von dort gelangt man nach Varazdin (Kroatien) bzw. zur slowenisch-ungarischen Grenze (Hodoš/Lenti).
Als Folge des Schengen-Abkommens wurden im Dezember 2007 die Grenzkontrollen beendet. Nur zur Fußball-Europameisterschaft 2008 wurden sie kurzzeitig wieder aktiviert. Seit 2015 werden die Grenzen vom österreichischen Militär und von der Polizei überwacht (stichprobenartige Ausweiskontrollen im Grenzbereich, Patrouillen in den angrenzenden Feldwegen und Murauen).
Die Kutschenitza bildet seit mindestens 500 Jahren eine Grenze. Hier sind um 1700 schwere Kuruzzeneinfälle notiert. Ende April 1945 gab es schwere Kämpfe zwischen der deutschen und der russischen Armee.
Die slowenischen Ortschaften im Osten sind: Gederovci, Krajna, Skakovci und Petanjci (Gemeinde Tišina), im Süden Mele und Slatina Radenci sowie Sratovci (Gemeinde Radenci) gegenüber der Mur, die erst seit 1918 eine politische Grenze bildet.

## Geschichte
Sicheldorf ist ein Runddorf auf einer ehemaligen „Überschwemmungsinsel“ der Murauen mit ursprünglich landwirtschaftlicher Nutzung. Im Jahre 1907 wurde die gotische Kapelle „Maria Schnee“ erbaut, 1901 erfolgte die Gründung der Freiwilligen Feuerwehr Sicheldorf.
Seit 1970 ist Sicheldorf Teil (ein Elftel der Fläche) der Gemeinde Radkersburg Umgebung mit den circa 1500 Einwohnern und den Nachbarortschaften Dedenitz (slowenisch Dedonci), Laafeld (Potrna), Goritz bei Radkersburg (früher Windisch-Goritz, Gorc) und Zelting (Zenkovci). Seit dem 1. Jänner 2015 ist der Ort Teil der Stadtgemeinde Bad Radkersburg.
Sämtliche Infrastruktur (Pfarre, Schulen und Geschäfte sowie alle Ämter) befinden sich in der nahe gelegenen Stadt Bad Radkersburg (etwa vier Kilometer entfernt). Seit 2015 war die Mineralwasserquelle geschlossen. Unter dem neuen Besitzer SMW GmbH (= Sicheldorfer Mineralwasser) gibt es seit Inbetriebnahme einer neuen Füllanlage 2016 wieder Verkäufe unter dem alten Namen „Sicheldorfer Heilwasser“ mit grünem Etikett, ähnlich dem alten. Seit 1998 wird es auch in Ein-Liter-Plastikflaschen unter dem Namen Jodika nach Russland und in die Slowakei exportiert.
Durch Zuzug und Neubau von Wohnungen hat es im 21. Jahrhundert wieder mehr Einwohner. Im Jahre 2015 wurde die Gemeinde Radkersburg Umgebung aufgelöst und in die Stadtgemeinde „Bad Radkersburg“ integriert. 2010 wurde der Bezirk Radkersburg aufgelöst und in den Bezirk „Südoststeiermark“ integriert (alte Bezirke Radkersburg und Feldbach). Im Jahre 2018 gab es im Museum im Alten Zeughaus (MiAZ) in Bad Radkersburg eine Ausstellung über die Geschichte und Gegenwart des Dorfes (seit 1995 jährlich abwechselnde Ausstellungen über die Dörfer der „Eingemeindungen“, eine Publikation darüber wird ausgearbeitet).

## Wirtschaft
- 1932 wurde nach Erdöl gebohrt, dabei fand man einen Hydrogenkarbonatsäuerling (Mineralwasser), der seit den 1950er Jahren als „Sicheldorfer Josefsquelle“ im Handel erhältlich ist. Es ist ein Säuerling mit starkem CO2-Anteil und Iodgeschmack, der besonders bei Sodbrennen und bei Nierenleiden hilft.
- Es gibt eine Buschenschank Martinecz (Weinanbau südlich der Mur im slowenischen Staatsgebiet, vor 1918 steirisch), einen Landmaschinenhandel (Üllen) sowie eine Kernölpresse mit „Urlaub am Bauernhof“ (Majczan) und eine Pension (Sabina).
- Die Gesamtgröße der landwirtschaftlich bebauten Fläche inklusive beinahe ungenutzten Auwaldgebiets beträgt nur etwa 300 ha. Es herrscht ein sehr mildes Klima unter pannonisch-norditalienischem Einfluss. Daher lebte etwa ein Drittel der Bevölkerung von der Landwirtschaft: Mais, alternative Kulturen wie Ölkürbis, Raps, Sonnenblumen, aber auch Feldfrüchte für Viehzucht, hauptsächlich Schweine. Der Rest der Bevölkerung arbeitet außerhalb des Ortes, mehrheitlich in der Stadt Bad Radkersburg.
- Schottergewinnung wird seit 1990 betrieben. Im 21. Jahrhundert große Erweiterung der Schotterabbauflächen im Südosten durch die Firma ALAS (früher Klöcher Basalt und Fertigbeton Halbenrain) und im Westen durch die Firma Franz Maier Betonwerk (Bad Gleichenberg).
- Fischerei: Die Lahn (ehemalige Murarme), Tümpel und Teiche werden vom „Verschönerungsverein Sicheldorf“ mit Fischbesatz gemeinwirtschaftlich genutzt.
- Waidwerk: In den Wäldern gibt es Rehwild und Hasen, Fasane und Enten.
- Radwege (RA2) gibt es nach Slowenien und Bad Radkersburg („Sonnenaufgangs-Tour“).

## Slowenischsprachige Minderheit
In einer Dissertation aus den 1990er Jahren wurden die fünf Dörfer im Osten von Bad Radkersburg als „slowenische Dörfer“ bezeichnet.
Dass um 1900 noch praktisch 100 % der Bevölkerung als Muttersprache slowenisch angegeben haben, ist eine Annahme. Durch die Lage an der Grenze war ein dauernder Zuzug (Einheiratung) auch von Slowenisch sprechenden Personen zu verzeichnen gewesen, so dass auch heute noch etwa ein Viertel der Bevölkerung Slowenisch zumindest im Wort beherrscht. Da es in der Steiermark keinen Unterricht in slowenischer Sprache gibt, ist die Alphabetisierung sehr gering. Assimilation tut ihr Übriges.

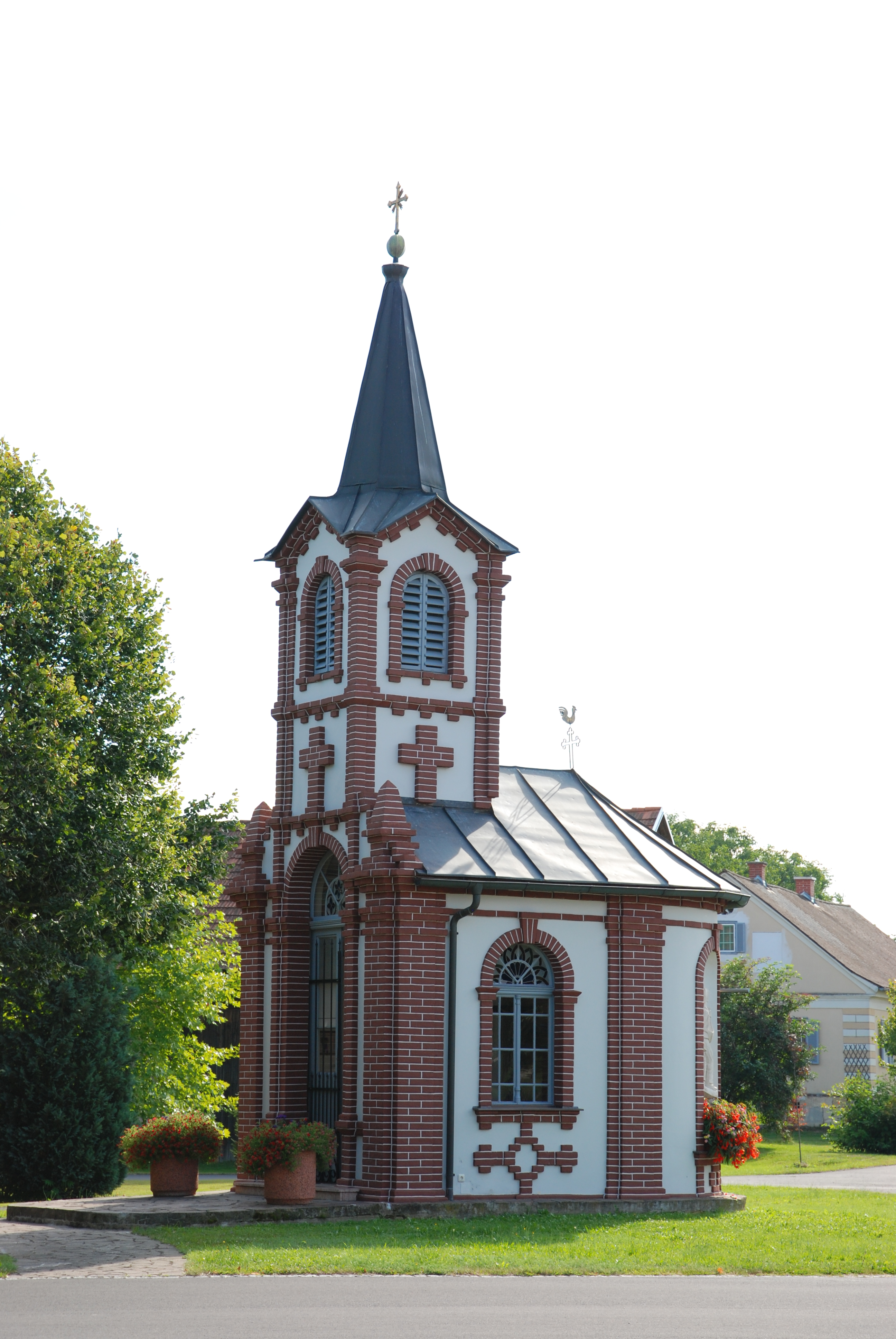
Kapelle Sicheldorf

## Kultur und Sehenswürdigkeiten
- Grenzstein aus der Zeit Kaiserin Maria Theresias (an der Staatsgrenze), daneben ein Stein der Gewerkschaften zur Erinnerung an das Jahr 2004
- Erinnerungsstein der österreichischen Gewerkschaft bei der Grenzbrücke anläßlich des EU-Beitritts Sloweniens (1. Mai 2015) und de facto „Auflösung“ der Grenze
- Kapelle in der Ortsmitte (neben dem alten Runddorf zur Erweiterung des 19. Jahrhunderts) im gotischen Backsteinstil, Holzaltar mit einer schwarzen Madonna (Maria Schnee), Wandfresken aus den 1930er Jahren mit Kyrill und Method als Slawenapostel (hinter dem Altar), Deckenfresko aus den 1960er Jahren mit Evangelisten und Engelsdarstellungen, Außenskulpturen der „Bauernheiligen“ Notburga (mit Sichel) und Isidor (pflügend) aus den 1970er Jahren (Malermeister und Bildhauer Rauch aus Straden), Gedenktafel mit den Gefallenen der beiden Weltkriege des 20. Jahrhunderts. 2011 Renovierung der Kapelle im Außenbereich (neues Kupferdach) und im Inneren: teilweise Neubemalung bzw. Überarbeitung der Wand- und Deckenfresken durch den Maler Hans Sehn aus Wagna bei Leibnitz (neue Maria in der Krönungsdarstellung, neue Evangelisten an der Decke). Eine Dokumentation wurde dabei erstellt und liegt in der Kapelle zur Einsicht auf. Die Kapelle steht anstelle eines Wegkreuzes, das die Gabelung an der alten Straße nach Radkersburg mit der Straße nach Dedenitz bezeichnete. Mindestens einmal jährlich (meist am Pfingstmontag) findet eine Heilige Messe unter reger Beteiligung der Bevölkerung statt. Danach gibt es meist einen „Frühschoppen“ am Teich oder eine Veranstaltung der Freiwilligen Feuerwehr neben der Kapelle.
- Älter ist ein steinernes Wegkreuzbildnis (Errichtungsdatum 1895, aber wahrscheinlich viel älteren Ursprungs) an der Westseite des Dorfes, Wegkreuzung Laafeld-Zelting mit Wandmalereien an allen vier Seiten: Dreifaltigkeit (Süden), Notburga (Westen), Kreuzigungsdarstellung (Norden) und Floriansdarstellung (Osten) durch den Malermeister Fritz aus Radkersburg um 1965 gemalt. 1995 wurde es renoviert und erneuert.
- im Garten des Hauses Majczan (Urlaub am Bauernhof, Kernöl-Presse) Votivkreuz mit Madonnennische und Beschriftungen
- in der Ortsmitte ein Kreuz vor dem Haus Sicheldorf 6 (Hauko-Kreuz) zur Erinnerung an die im Ersten Weltkrieg gefallenen Söhne